# Élection présidentielle guinéenne de 1982
L'élection présidentielle guinéenne de 1982 a lieu le 9 mai 1982 afin d'élire le Président de la République de Guinée pour un mandat de sept ans. Le pays est alors un régime à parti unique sous l'égide du Parti démocratique de Guinée-Rassemblement démocratique africain d'Ahmed Sékou Touré, qui se présente donc sans opposants et l'emporte sans surprise avec 100 % des suffrages,.

## Résultats
| Candidat                  | Candidat                  | Parti                     | Voix      | %     |  |
| ------------------------- | ------------------------- | ------------------------- | --------- | ----- |  |
|                           | Ahmed Sékou Touré         | PDG-RDA                   | 3 063 692 | 100   |  |
|                           |                           |                           |           |       |  |
| Votes valides             | Votes valides             | Votes valides             | 3 063 692 | 99,99 |  |
| Votes blancs et invalides | Votes blancs et invalides | Votes blancs et invalides | 8         | 0,01  |  |
| Total                     | Total                     | Total                     | 3 063 700 | 100   |  |
| Abstention                | Abstention                | Abstention                | 36 410    | 1,17  |  |
| Inscrits/Participation    | Inscrits/Participation    | Inscrits/Participation    | 3 100 110 | 98,83 |  |